# Javier Roiz

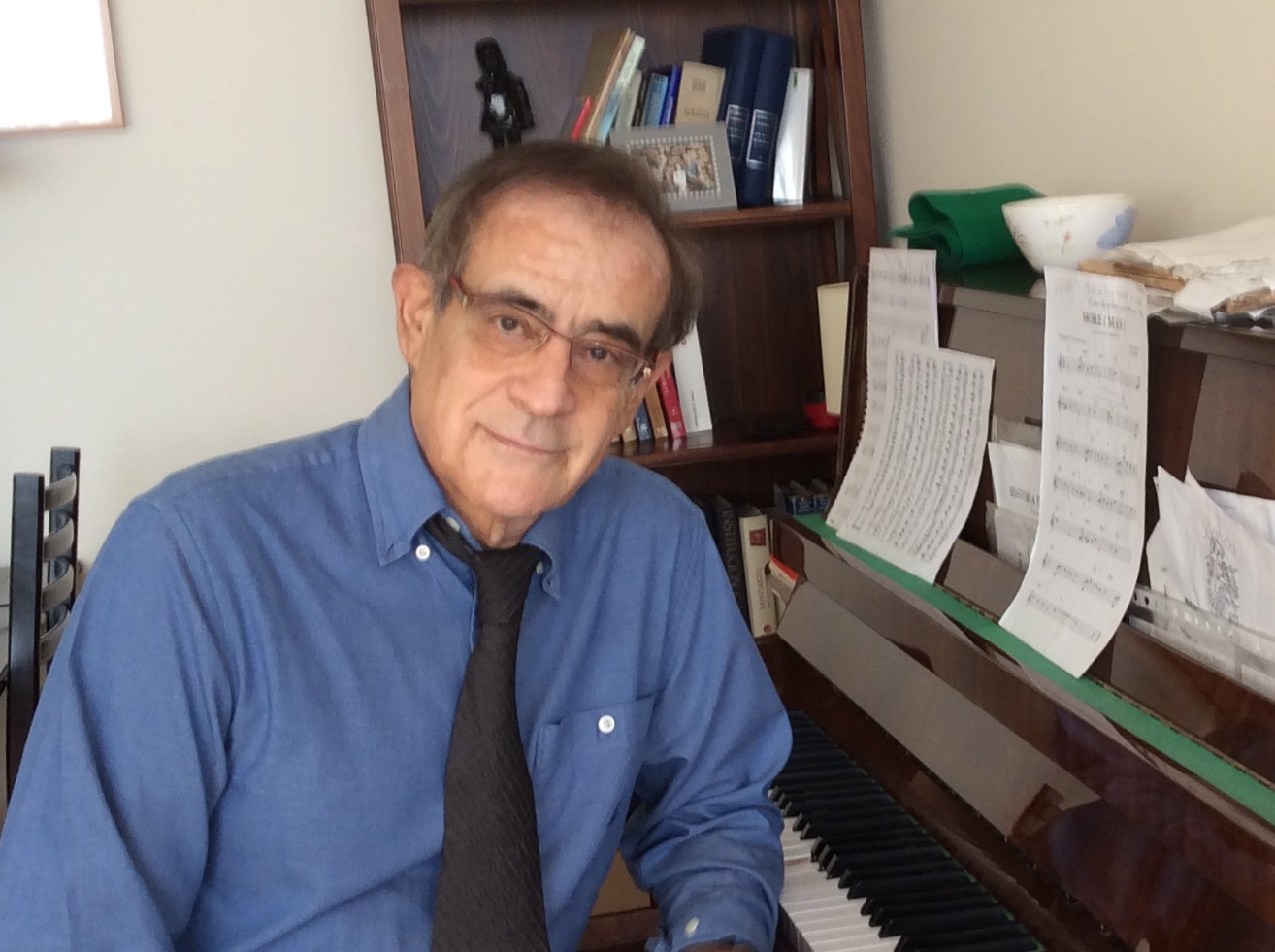
Javier Roiz Parra

Javier Roiz Parra es el fundador de la revista Foro Interno. Anuario de Teoría Política, "uno de los pensadores europeos más originales del momento"  Es también el fundador de un Seminario Permanente de Investigación que desde 1992 reúne a valiosos investigadores y estudiosos sobre teoría política. 
Nacido en Madrid, obtuvo su Cátedra de Teoría Política en la Universidad Complutense en 1995, en donde enseña hasta la fecha. Anteriormente fue docente e investigador en Princeton University, Sigmund Freud Institut de Frankfurt, Wesleyan University, Saint Louis University, Universidad Central de Venezuela-CIPOST y Universitat Rovira i Virgili. Actualmente ostenta también la Cátedra "Guillermo Araya" de la Facultad de Filosofía y Humanidades de la Universidad Austral de Chile. Entre sus maestros personales y mentores se encuentran Harry H. Eckstein, Manfred Halpern, José A. Rodríguez Piedrabuena y Sheldon Wolin.
En los años 80 fue uno de los introductores en lengua española de los últimos avances en ciencia política empírica. A esta época pertenecen los libros Introducción a la Ciencia Política y Ciencia Política, hoy.

## La sociedad vigilante

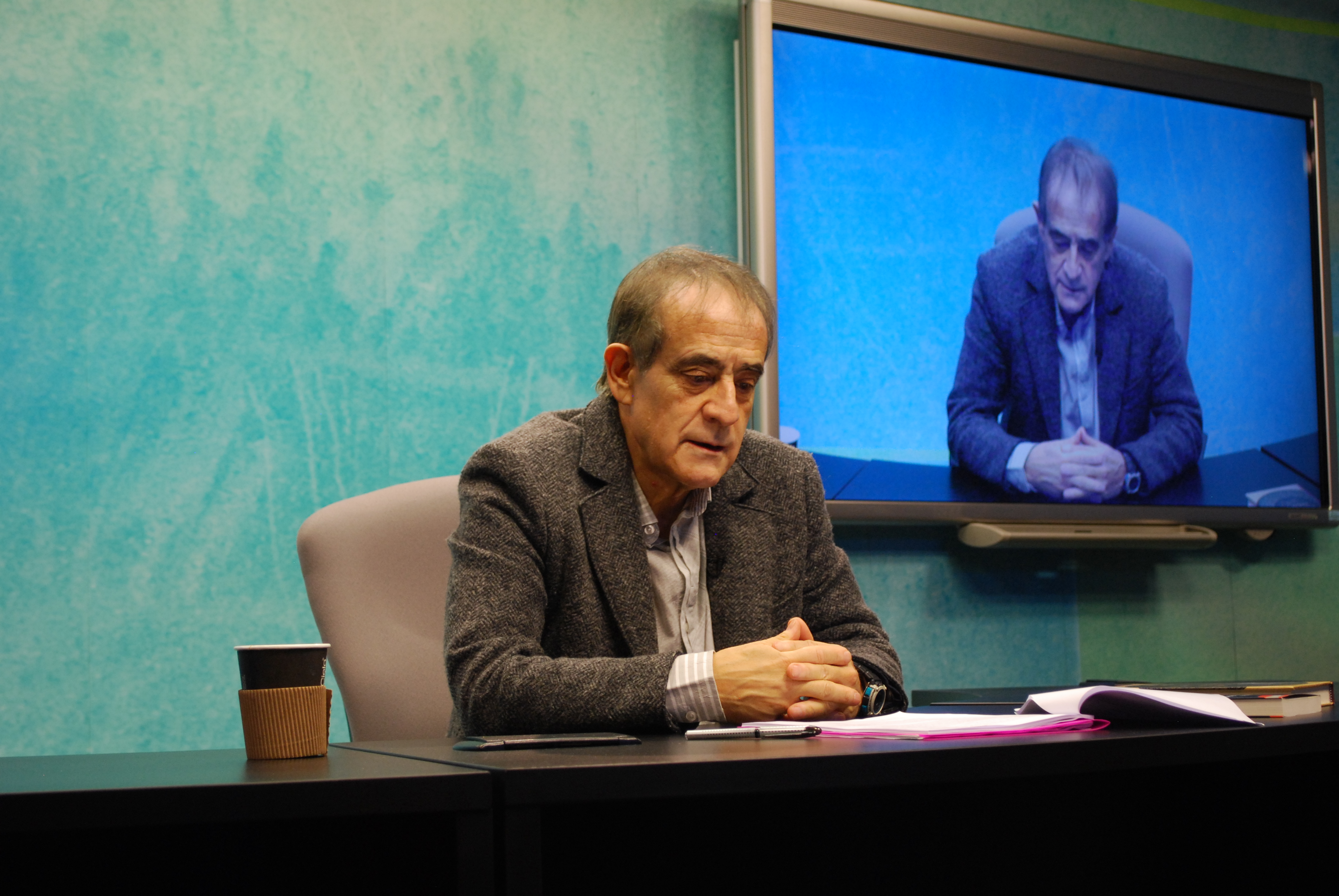
Presentando sobre el libro La sociedad vigilante en Tec de Monterrey, Campus Ciudad de México

Roiz estudia la sociedad contemporánea como una sociedad vigilante cuyos orígenes sitúa en el siglo trece de la Europa occidental. Una sociedad de ciudadanos que, como el propio arte gótico, se origina en la Borgoña y se extiende principalmente a Inglaterra, la península ibérica y la cuenca del Rin, profundizando en Italia sólo hasta Milán.
Para los ciudadanos de la sociedad vigilante (i) la vida es una guerra continua, (ii) el conocimiento es poder (Scientia potestas est, knowledge is power, Francis Bacon [1561-1626]), (iii) la historia va siempre hacia delante de forma imparable, (iv) se busca siempre la solución final de los problemas, (v) se degrada el juicio democrático, confundiendo juicio con discriminación y la figura del juez con la del árbitro, y (vi) se recurre al uso de ídolos como instrumentos de ingeniería política. Un mundo en el que se busca la neutralidad científica mediante la identificación de actividad mental con pensamiento. Se ignora, como señala Roiz, que las obsesiones y las fobias, a pesar de lo activas que resultan, no sólo no son pensamiento sino que impiden pensar.
Roiz fija su atención en un aristotelismo esenciado y dogmático que se afirmó en Europa en el siglo dieciséis. La cultura cristiana del barroco consolidará en el siglo diecisiete dos grandes dogmas del aristotelismo: (i) la privatización del mundo interno de los hombres y (ii) la afirmación absoluta del principio de identidad. Estos son puntos en los que Tomás de Aquino (c. 1225-1274) y Thomas Hobbes (1588-1679) trabajan con resultados coincidentes.

## Vigilancia y letargia
Roiz entiende el Estado como una franquicia occidental, la de más éxito en la historia de Europa. Un diseño de gobierno que surge como producto gótico. El ciudadano vigilante se distingue porque purga las horas de letargia, hasta casi eliminarlas de su vida. A efectos científicos y morales el tiempo de vigilia goza de un predominio absoluto. Letargia se asociará a anestesia, a una condición del hombre parecida a la de la muerte, a incapacidad para pensar o actuar con inteligencia; en definitiva a tiempo perdido o casi inútil. Ésta es una tradición cristiana medieval que se fortalece tanto en el campo romano (Ramon de Penyafort [1232-1316], Tomasso d’Aquino) como en el calvinista (Petrus Ramus [1515-1572], Thomas Hobbes). Quedarán así anulados los espacios públicos internos. Espacios que sí quedan registrados en el lenguaje coloquial en español y en francés en expresiones como mi fuero interno o mon for interieur.
Roiz piensa que, para levantar el Estado, hubo que neutralizar antes esa retórica que atendía la contingencia de la vida pública. Como resultado se originó una dialéctica sin retórica, algo hasta entonces impensable. Una vez traspasada la inventio retórica a la dialéctica, en Europa se afianza la idea del conocimiento como actividad dialéctica, un planteamiento que ya dominaba en los colegios y escuelas medievales debido a la imposición metodológica del ars disputatrix de la escolástica en el siglo trece. La retórica quedará identificada con el mero adorno del discurso (ornatus) o con las técnicas de engaño o seducción (ars fallendi).

## La nueva ciencia
El teatro es expulsado de la universidad en el siglo dieciséis (Petrus Ramus) y se establece un método purgado de ambigüedades y caprichos, blindado contra la turpidity de pasiones e intereses humanos, que abre aparentemente el camino a la ciencia de la política. Un saber definitivo que pretende comenzar una nueva época, ahora ya liberada por fin de lo escolástico.
Roiz, por el contrario, considera que la escolástica sigue hoy presente y fortísima. En contraste, lee obras maestras de la literatura europea que ponen a salvo las cualidades de la vida democrática que la sociedad vigilante descompone. Para él son obras protectoras de la tradición democrática en Europa. Es el caso de Hamlet (1599/1601), de William Shakespeare, en donde Horatio (personaje alusivo al orare retórico) sobrevive. O de Don Quijote de la Mancha (1605) que, frente a la tradición visual aristotélica, se enamora de oídas de su Dulcinea. Sin obviar El Proceso de Frank Kafka (1883-1924), en donde el protagonista Joseph K. teme más a la muerte psíquica (la locura) que a la muerte física.
La tradición gótica segrega al hombre en cuerpo y alma. En el mundo interno del hombre no rige la lex humana ya que es un espacio opaco a la visión. Allí solo rige la lex divina de la que sólo entienden los eclesiásticos.
La rebelión laica posterior contra ello rechaza el concepto de alma como espacio público y reivindica los cuerpos y el escenario corpóreo de la vida como único material político. Los militantes modernos de la revolución acabarán por proclamar el absolutismo de los cuerpos como única realidad. Claro que son los cuerpos sin letargia de los ciudadanos vigilantes.
Roiz recuerda que también Maimónides antepone en importancia el cuerpo al alma. La diferencia es que en su caso se está refiriendo a cuerpos humanos de 24 horas al día, sin mutilar. Y que viven en ciudades en donde hay infantes, adultos y ancianos.
No es extraño que la democracia vigilante del siglo veintiuno no sepa bien qué hacer con los bebés o los infantes, ciudadanos en cuyas vidas predomina el tiempo de letargia.

## La tradición sefardí
En su obra A Vigilant Society: Jewish Thought and the State in Medieval Spain (SUNY, 2013), Roiz recupera la riqueza del pensamiento judío sefardí, así como sus tradiciones pedagógicas, que resultan vulneradas por el avance del mundo vigilante.
En este sentido considera la Disputa de Barcelona de 1263 como el punto crítico en el que una visión militante de lo público se impone, destruyendo no sólo al enemigo en el campo de batalla, el islam, sino a otros saberes y progresos de la vida pública del Mediterráneo, el mar de Atenas y de Jerusalén. La figura de Maimónides, con su idea de la ciudad como “un conjunto de patios y callejuelas” y del conocimiento que se basa en el oído, resulta barrida por un entendimiento de la política de orientación visual para el que el centro de la vida común es la Plaza Mayor, el círculo diáfano aristotélico. Roiz reivindica la recuperación del juicio y lleva al centro de su pensamiento la pugna entre lo asquenazí, introducido en Sefarad por figuras como Moshe ben Nahman Gerondi, Najmánides (Ramban) (1194–C. 1270), o Shlomo ibn Adret (Rashba) (1235-1310); y lo sefardí, que representa con excelencia Moshe ben Maimon, Maimónides (Rambam) (1135-1204). Como anticipo de las grandes transformaciones occidentales, El Zohar (Séfer ha-zójhar o El libro del esplendor) de Moisés de León resulta crucial para entender este tránsito decisivo.
También Sigmund Freud (1856-1939), a partir de sus Estudios sobre la Histeria (1895) y su Interpretación de los Sueños (1899), se consagra como un gran teórico político por su defensa y protección de la letargia de la vida en un mundo abrumadoramente vigilante. Un Freud maduro que, como Leo Strauss o Hannah Arendt, se inclina en su madurez hacia el Mediterráneo y por ende hacia Sefarad.
Freud llegó a comprender las raíces públicas del dolor humano igual que Maimónides, ambos médicos a la vez que profundos pensadores. Roiz sugiere que el psicoanálisis es una replica de la tradición pedagógica sefardí. Método, explicitado por Maimónides, que exige enseñar de uno en uno a partir de cierto nivel.

## Recuperación de la retórica
La unanimidad en el desprestigio de la retórica, el ocultamiento de pensadores como Marco Fabio Quintiliano (30 d. C.-96) y Giambattista Vico (1668-1744) o la ignorancia de la tradición sefardí, han sido consecuencias de este proceso de tergiversación de la política en el que tienen coincidencias muy importantes católicos, reformados y laicos de la sociedad vigilante. El historicismo constante del pensamiento gótico, el establecimiento de la omnipotencia del pensamiento-con su obsesión por lograr la solución final– y la idolatría como método habitual de ingeniería política (es el caso del nacionalismo y el Estado) son otros puntos que Roiz reseña.
En el momento actual todo ello ha contribuido al desaliento de la teoría política, algo que se manifiesta en el hundimiento de las ideologías vigilantes y en las experiencias catastróficas y homicidas del siglo veinte. Roiz concluye que la teoría política está encerrada en un laberinto omnipotente del que necesita salir para poder recuperar su capacidad científica y su valor democrático.
Este pensador postula la valoración de un nuevo ciudadano del siglo veintiuno en cuya vida convivan vigilancia y letargia. Para establecer con más realismo la identidad de los nuevos ciudadanos considera necesario que se levante la prohibición impuesta a la teoría política de mirar in foro interno. En este sentido resulta clave su distinción entre memoria roja y memoria verde y entre olvido vigilante (amnesias y amnistías) y olvido genuino. No es casual que en su obra aparezcan obras literarias y composiciones musicales junto con sus libros científicos.

## Obras
- Introducción a la Ciencia Política. Análisis crítico de la Teoría Empírica Contemporánea, Vicens-Vivens, Barcelona, 1980. 228 págs. ISBN 84-316-1891-4
- Ciencia Política, hoy, Editorial Teide, Barcelona, 1982. 249 págs. ISBN 84-307-7426-2
- Comp. con Paul E. Sigmund, Poder, Sociedad y Estado en USA, Teide, Barcelona, 1986. 327 págs. ISBN 84-307-7447-5
- El experimento moderno. Política y psicología al final del siglo XX, Editorial Trotta, Madrid, 1992. 226 págs. ISBN 84-87699-30-8
- El gen democrático, Editorial Trotta, Madrid, 1996. 245 págs. ISBN 84-8164-121-9
- La democracia vigilante, Caracas, CIPOST, 1998. 71 págs. ISBN 980-07-5471-7
- Viaje a la gloria y a la intemperie, Editorial Foro Interno, Colección Rétor, Madrid, 2002. 845 págs. ISBN 84-607-4352-7
- La Recuperación del Buen Juicio. Teoría política en el siglo veinte, Editorial Foro Interno, Colección Rétor, Madrid, 2003. 378 págs. ISBN 84-933478-0-9
- Sociedad vigilante y mundo judío en la concepción del Estado, Editorial Complutense, en coedición con la Asociación Foro Interno, Madrid, 2008. 342 págs. ISBN 978-84-7491-931-8
- A Vigilant Society: Jewish Thought and the State in Medieval Spain, trans. by Selma L. Margaretten, SUNY Press, Albany, 2013. 326 págs. ISBN13: 978-1-4384-4563-2
- El mundo interno y la política, Plaza y Valdés, Madrid-México, 2013. 308 págs. ISBN 9788415271734 8415271735